# Lars Salvius
Lars Salvius, född 1706 i Eksjö socken, död 1773 i Skurugata, var en svensk boktryckare, bokhandlare och tidningsman. Salvius har varit en av de mest betydelsefulla personerna inom svensk bokhistoria. Innan Salvius tid skedde boktryckningen i en liten skala och bokhandeln dominerades av tyskar.  
Rikets lagstiftning var med tanke på den inhemska bokmarknaden ytterst ofördelaktig och gynnade inte tryckeriernas och de inhemska bokhandlarnas verksamhet. Skråväsendet, som innebar ett privilegierat monopol på de olika skedena i bokens framställning, drev upp priserna och gjorde böckerna för dyra för stora delar av de potentiella kunderna. Någon naturvetenskaplig litteratur var svår att få tag i, och den som fanns var i allmänhet skriven på latin inom universitetsvärlden. Några lånebibliotek fanns inte innan Lars Salvius i samband med sin bokhandel började bedriva en lånetjänst. Vid Salvius död hade många av alla de förhinder för utvecklingen som fanns avskaffats, och som en aktiv påverkare, till och med genom riksdagen, har Lars Salvius betraktats som en mycket betydelsefull person.

## Uppväxt
Salvius föddes år 1706 i en prästfamilj i Eksjö i Småland. Hans far dog tidigt, och hans mor gifte sig med en präst från östra riksdelen, vilket ledde till att Salvius kom att inleda sina universitetsstudier vid Åbo Akademi, där han studerade åren 1730-1733. Därefter flyttade han över till Uppsala universitet, där han studerade i ytterligare tre år. 
Salvius var en lärd person med kunskaper inom många ämnen, främst inom de humanistiska vetenskaperna. Hans första kända projekt var den ekonomiska tidskriften Tanckar öfwer den swenska oeconomien igenom samtal yttrade, som kom ut under 1738 i 47 nummer. I denna tidskrift visar Salvius intresse för nationalekonomiska frågor, och hans för tiden ekonomiskt liberala åsikter är, liksom hans bakgrund som universitetsstuderande, en viktig orsak till att han i många avseenden skilde sig från andra boktryckare, när han några år senare kom in i branschen. 
Han var den första som i så här stor omfattning argumenterade mot merkantilismen, som dominerade den statliga ekonomiska politiken. Han kritiserade särskilt starkt skråväsendet och monopol i allmänhet, som han hävdade att bromsade ner utvecklingen. Viktigt att notera är också att Salvius ekonomiska utläggningar var enklare formulerade än i andra samtida ekonomiska tidningar, som till exempel Argus, Mercurius och Hushålds-Råd, som alla var merkantilistiska. Genom hela sin karriär hade Salvius som mål att nå ut till så många som möjligt. Av denna orsak kom han också att tala för vetenskaplig litteratur på svenska i stället för latin.

## Karriär som boktryckare
Tanckar över den swenska oeconomien trycktes på Johan Laurentius Horrns tryckeri i Stockholm. Horrn dog år 1741, och Salvius, som lärt känna Horrn och hans hustru väl, gifte sig med änkan efter ett års sorgetid. Enligt den dåvarande sedvanerätten inom Boktryckerisocieteten skulle änkan förlora sin rätt att bedriva sin avlidne makes tryckeriverksamhet om hon gifte sig med en som inte var boktryckare till yrket, och det var oklart om Salvius, som inte hade en formell boktryckarutbildning, skulle få ta över tryckeriet. Det blev en omfattande process i politikollegiet. Protokollen har gått förlorade, så man vet inte exakt vad som hände, men slutresultatet blev att Salvius fick ta över tryckeriet trots allt. År 1742 blev därmed början på den viktigaste delen av hans karriär; han hade tagit över Stockholms näst största tryckeri efter det kungliga, som sedan 1738 letts av Peter Momma, en annan betydelsefull person inom svensk bokhistoria.
Som boktryckare skilde sig Lars Salvius från de flesta andra (med undantag för Peter Momma) genom att vara universitetsutbildad i stället för att ha börjat som lärling och gesäll hos en boktryckarmästare. Boktryckarna hade visserligen inget skrå, utan en societet, eftersom endast hantverkarna hade skrån och boktryckarnäringen betraktades som konst snarare än hantverk, men i praktiken fungerade Boktryckerisocieteten i hög grad som ett skrå; de som inte hade genomgått lärlings- och gesällstadiet, ansågs vara utomstående. Men eftersom Salvius bakgrund var så annorlunda, tänkte han också utanför många för de andra invanda yrkesnormer. 
Många av de hierarkier och olika former av inlärningsstadier som fanns inom branschen ansåg han vara onödiga, och dessutom ansåg han att den tryckstil man använt i svenska riket, nämligen den tyska, borde bytas ut mot den latinska, som redan införts i många västeuropeiska länder. Hans nya idéer och hans ekonomiskt liberala filosofi gjorde honom politiskt aktiv, och redan alldeles i början av sin karriär som boktryckare skrev han ett antal inlagor till kanslikollegiet, i vilka han kritiserade skråtvånget. Han ville införa ett boktryckarreglemente som skulle motsvara en skråordning för att på detta sätt trygga boktryckarnas rättigheter. Den kanske viktigaste rättigheten han talade för var boktryckarnas rätt att sälja böcker. Enligt skråordningen från år 1630 fick endast bokbindarna sälja inbundna böcker, och eftersom marknaden för oinbundna böcker var närmast obefintlig, ville Salvius etablera sig inom försäljningen av inbundna böcker. Salvius hänvisade till det allmänt kända faktum att monopol driver upp priserna till oskäliga summor, och detta stämde i allra högsta grad; en bokbindare kunde köpa en oinbunden psalmbok för tre daler och sälja den inbunden för det tredubbla.
Salvius lyckades driva igenom sitt förslag om att tillåta boktryckarna att sälja sina böcker själva år 1752, då riksdagen och kungen gjorde det till allmän lag. Salvius lyckades dock inte driva igenom sitt förslag att frånta bokbindarna rätten att fungera som bokhandlare. Bokbindarnas monopol, som varit i kraft sedan år 1630, var nu brutet, men de gav inte upp; vid riksdagen år 1756 försökte de återinföra sina privilegier, men lyckades göra det först tio år senare, då Mössorna, som till skillnad från Hattarna stod för starka skrån, kom till makten. Vid det laget hade Salvius dock redan ett personligt privilegium som tryggade hans rätt att sälja böcker, alltså påverkades han inte av beslutet. Bokbindarnas privilegium avskaffades år 1787, fjorton år efter Salvius död, i utbyte mot att bokbindarna behöll ensamrätten att sälja psalmböcker och ABC-böcker.
Ytterligare en intressekonflikt som Salvius vann var frågan om huruvida en enda person, Matthias Holmerus, skulle inneha privilegium som rikets enda stilgjutare som alla boktryckare skulle vara beroende av. Salvius lyckades driva igenom ett beslut som avskaffade privilegiet, eftersom myndigheterna övertygats om att ett monopol i denna bransch, liksom monopol i allmänhet, bara ledde till statisk kvalitet och oskäligt höga priser.

## Böcker tryckta hos L Salvius

Svea Rikes historia trykt hos Salvius 1747

- Olof Celsius d y: Konung Gustaf den Förstes Historia.., tryckt 1746 i Stockholm, 382 sid
- Anders Chydenius: Den nationnale winsten,tryckt 1765 i Stockholm
- Uplysningar i Swenska Historien, 4 delar, tryckt 1770 i Stockholm
- Tal om folkmängden i äldre och nyare tider hållet för Kongl. Vetenskapsakademien av Sten Rabbe, Tryckt 1771, 128 sid.

## Lärda tidningar
Salvius var verksam inom många områden, och hans bana som tidningsman är mycket känd. Innan han blev boktryckare författade han tidskriften Tanckar öfwer den swenska oeconomien igenom samtal yttrade. Från 1745 till 1773 gav han ut Lärda tidningar. Bakgrunden till detta var att han gett ut Uppsalas vetenskapssocietets tidskrift Acta, som från 1720-talet och framåt gjort reklam för vetenskaplig litteratur. Acta blev dock under de följande årtiondena omodern i viss mån, dels eftersom den var på latin och dels för att bokannonserna bytts ut mot vetenskapliga avhandlingar, och därför blev företaget olönsamt under 1740-talet, då den nyblivne boktryckaren Salvius tog över tryckningen. Eftersom framgången var så dålig, började Vetenskapssocieteten ge ut en svenskspråkig tidning med bokannonser, men då inte heller denna lyckades upprätthålla allmänhetens intresse, erbjöd sig Lars Salvius att personligen ta över tidskriften. Detta blev början på Lärda tidningar. Tidskriften kom ut en gång i veckan fram till 1748, då den började komma ut två gånger i veckan. Detta blev ett av Salvius viktigaste bidrag till den svenska bokmarknadens utveckling.
I Lärda tidningar fanns främst bokannonser. Dessa skrevs ofta av författarna själva eller av nära affärskontakter. Några recensioner i modern mening fanns inte i Lärda tidningar, eftersom negativ kritik inte skulle ha gynnat bokhandeln. All kritik var positiv; en vanlig uppfattning var att en litteraturkritiker aldrig fick skriva nedsättande om ett verk, utan högst med vänliga ord skriva vad författaren i framtiden kunde förbättra. Om ett verk ansågs vara dåligt, ansågs det inte tjäna till någon nytta att ägna spaltutrymme åt negativ respons. All kritik måste tjäna till uppbyggelse både för författaren och för dem som läste annonsen. Innehållet i Lärda tidningar var alltså främst presentationer av böckernas innehåll och några korta berömmande fraser.
Ett för tiden nytt inslag i Lärda tidningar var insändarsidan, på vilken Lars Salvius skulle vara neutral och låta läsarna diskutera och utbyta åsikter. Det har dock hävdats att det är möjligt att Salvius skrivit en del insändare under pseudonym.
Lärda tidningar var inget ekonomiskt lönsamt företag, och mot slutet gick det på förlust. Salvius fortsatte trots det, främst av två orsaker. För det första var Lärda tidningar ett forum för att göra reklam för de böcker han tryckte, och då konkurrenten Peter Momma år 1744 började ge ut Stockholms Weckoblad, som gjorde reklam för Mommas produktion, skulle det ha varit otänkbart för Salvius att inte göra detsamma. För det andra hade Salvius ett ideologiskt intresse av att upprätthålla en tidning som hjälpte många att finna intellektuellt uppbyggande böcker. Liksom när det gällde hans ekonomiskt olönsamma lånebibliotek, drevs han alldeles säkert till hög grad av sin ideologi.

## Salvius förlag
Lars Salvius var, vid sidan av Peter Momma, den enda boktryckaren med akademisk utbildning. Detta ledde till att dessa två, särskilt Salvius, fäste allt större vikt vid böckernas innehåll i stället för deras fysiska utseende. Salvius anses ha varit Sveriges första förläggare, eftersom han var den första som aktivt deltog i hur böckerna slutligen kom att bli. Före Salvius hade författarna varit sina egna förläggare och till och med stått och korrekturläst vid tryckpressarna, men Salvius akademiska utbildning gjorde honom till en aktiv part mellan författaren och tryckaren – som också var han själv. Salvius förlagsverksamhet har särskilt blivit känd för dess fokus på vetenskapliga verk i stället för andlig litteratur, som dittills varit den vanligaste litteraturtypen. Salvius hade många stora namn bland sina författare, bland dem Anders Chydenius och Carl von Linné. Vetenskapsakademiens handlingar, som var de allra mest lästa tryckalstren under 1740- och 50-talen, trycktes av Lars Salvius från år 1747 till hans död 1773.

## Salvius som författare
Salvius utmärkte sig också som författare. Han är mest känd för sina två tidningar, men han var också verksam inom andra områden. Innan han tog över Horrns tryckeri började han skriva en stor faktaserie, Beskrifning öfver Sveriget, vars första del, som handlade endast om Uppland, utkom år 1741. Under denna tid var verket speciellt såtillvida att geografi som läroämne inte förekom i någon högre grad i skol- och universitetsvärlden, och den lilla geografiundervisning som fanns handlade mest om studier av en jordglob. Salvius verk om Uppland var för sin tid mycket detaljerat och byggde på grundlig forskning, vilket understryker Salvius fallenhet för vetenskapligt arbete. Men eftersom marknaden var liten, räckte det med att det kom ut ett allmänt verk om Sveriges geografi för att marknaden skulle bli för liten för Salvius fortsatta projekt, och därför blev beskrivningen av Uppland den första och den sista delen i Salvius serie. Efter detta koncentrerade han sig mest på sin boktryckarverksamhet och på Lärda tidningar.
Några år före sin död skrev Salvius två faktaböcker för barn: Svenska historien till yngsta begynnares tjänst och Den universala politiska historien, yngsta begynnare till tjänst, båda år 1771. Dessa två böcker skrevs i folkbildande syfte och är enkla och inte särskilt djupgående, för Salvius ville ge de unga läsarna en inblick i den annars så avancerade och av latinet dominerade forskningen.

## Salvius bokhandel och bibliotek
Före Salvius var det över huvud taget svårt att få tag på böcker. Man kunde köpa böcker endast på det tryckeri där den tryckts, och före 1748, då bokbindarnas privilegier inskränktes, endast obunden om man inte var beredd att betala ett mycket högt monopolpåverkat pris hos bokbindarna. Böckerna var alltså dyra och utspridda på många olika ställen, i allehanda boklådor, enskilda författares hem och dylika platser. De enda böckerna som man lätt kunde få tag i var psalmböcker och katekeser, de andra måste man leta efter med hjälp av annonser i tidningar.
Salvius började sin tryckeriverksamhet i en ogynnsam situation. Förutom bokbindarnas privilegier fanns också annan lagstiftning som bromsade ner boktryckarnas verksamhet. 
Ett problem var den höga importtullen på papper; vid införsel krävde staten en tull på trettio procent av papprets pris, vilket innebar att tryckeriernas utgifter blev större och de därför måste sälja tryckalstren dyrt till bokbindarna, som i sin tur utnyttjade sin monopolställning till att begära ett högt pris av köparen. Däremot hade Sverige ingen importtull på färdiga böcker tryckta i utlandet, vilket lett till att många svenska böcker trycktes i Tyskland och fördes till Sverige där de lätt kunde konkurrera med de i Sverige tryckta böckerna, som på grund av papperstullen och bokbindarskråets monopol kunde kosta till och med dubbelt så mycket.
Eftersom utländska böcker var billigare än de som var tryckta i Sverige, dominerades bokhandeln av två tyska bokhandlare, Lochner och Gottfried Kiesewetter. Salvius lyckades år 1747 driva igenom ett förslag i riksdagen som vände på lagstiftningen; pappersimporttullen slopades och bokimporttull infördes, på samma sätt som man gjort tidigare bland annat i Frankrike. De tyska bokhandlarna kunde inte längre konkurrera med de svenska och överlät därmed marknaden till Salvius och andra boktryckare.
Under denna tid fanns ännu ingen upphovsrättslagstiftning, och behovet av en sådan hade blivit allt större i och med att bokmarknaderna inte längre var isolerade från varandra. Salvius var den mest betydelsefulla av dem som talade för en ny lag som skulle skydda författarnas och förlagens rätt till sina verk. Riksdagen beslöt år 1752 att man skulle få ansöka om upphovsrättsprivilegium för enskilda verk, men ingen allmän upphovsrättslagstiftning tillkom. Salvius hade dock lyckats med att driva igenom en lag som i hög grad innebar samma som de framtida lagarna om allmän upphovsrätt.
År 1757 lyckades Salvius få ett personligt privilegium att bedriva en universalbokhandel, och då kunde han börja samla in böcker med innehåll av alla typer från flera olika tryckerier och dessutom från utlandet. Riktigt universell blev hans bokhandel dock inte i och med att boktryckare ofta föredrog att sälja sina böcker själva, men han lyckades i hög grad sammanföra sin egen produktion och Peter Mommas genom ett utbyte av böcker. Salvius bokhandel blev så småningom den överlägset största. De allra flesta kunder bodde i Stockholm och universitetsstäderna, men Salvius hade också en del kommissionärer på landsbygden. Landsortsbefolkningen kom dock aldrig att utgöra någon större kundgrupp för Salvius, för litteraturen spreds till dessa samhällsgrupper först senare. Salvius fick också en del kunder utomlands då han började exportera i Sverige på latin skrivna vetenskapliga verk, bland annat Linnés, till kommissionärer på olika håll i Västeuropa. En av hans metoder var att byta böcker mot böcker och på detta sätt få in utländsk litteratur till sin svenska bokhandel, alltså utan att behöva betala med pengar. Eftersom Mommas förlag inte just gav ut vetenskaplig litteratur, var Salvius ensam om att exportera de svenska vetenskapsmännens verk utomlands.
Salvius fick i samband med sitt privilegium år 1757 rätten att bedriva en lånetjänst, och detta blev Sveriges första lånebibliotek – Världens första hade grundats i Kungariket Storbritannien på 1740-talet. Vid Salvius död hade biblioteket runt 10 600 volymer. De populäraste böckerna folk lånade var romaner, reseskildringar och historisk litteratur. Biblioteket begränsades dock i viss mån i och med att det fortfarande var förbjudet att låna ut böcker som var under tjugo år gamla.
Salvius bibliotek har haft stor betydelse för bibliotekens utveckling, men under Salvius tid gick det på förlust. Att upprätthålla ett stort bibliotek och se till att böckerna kom tillbaka hela och välbehållna, och allt detta för en liten avgift, lönade sig inte ekonomiskt, men Salvius upprätthöll det ändå, eftersom han trodde på dess framtid och på dess folkbildande funktion.
Salvius verksamhet som bokförsäljare och –utlånare byggde på ett personligt privilegium, och när bokbindarna återfick sitt privilegium att sälja inbundna böcker och boktryckarna därmed inte fick fortsätta med det, skyddades hans verksamhet av privilegiet. Denna specialställning vittnar om den betydelse hans verksamhet hade redan i samtiden.